# 血管性心外膜物质
血管性心外膜物质（BVES）也称为POPDC1，是一种在人体中由BVES基因编码的蛋白质。
Bves是一种与细胞粘附、细胞运动有关，高度保守的跨膜蛋白，最近的研究表明，它在膜泡运输中起着一定的作用 。Bves在多种生物体中都存在，是进化保守的Popdc蛋白质家族的一员。 尽管 Bves的具体功能细节尚不清楚，但是这种蛋白质的缺陷会导致发育不良和重要细胞过程受损。

## 发现
1999年，Bves被两个实验室同时独立发现（在发现时也被命名为 Popdc1，目前一般称为Bves）。 虽然最初是从心脏组织分离出来的，但后来人们发现Bves在肌肉、上皮和脑组织中都有高度表达。 现在的大多数研究都集中在从细胞层面上确定Bves在上皮组织中的功能。

## 基因家族
Bves是Popdc（Popeye Domain Containing）基因家族中受研究最多的成员，这个基因家族的另外两个成员是Popdc2和Popdc3。Popdc2和Popdc3只在高等脊椎动物中发现，并且共享50%的DNA序列，而Bves与其他在进化上更年轻的基因家族成员只有25%的同源性。Popdc家族的三个成员都包含了高度保守的Popeye区域，所以这个家族就是以这个特定的蛋白质模体命名。

## 结构
Bves是一个三段跨膜蛋白，具有一个较短的胞外N-末端（约40个氨基酸残基）和较长的胞内C-末端（约250个氨基酸残基） 。Popeye序列就在胞内段，这个序列被认为对Bves功能很重要。这个 Popeye序列与任何已知的蛋白质序列都没有共同之处，尽管它在不同物种之间是高度保守的，这个结构域的特定功能目前还不得而知。在体内，Bves作为一个同型二聚体存在，而同型二聚体化已被证明是对其发挥功能十分重要的。

## 定位与表达
Bves在肌肉、上皮和脑组织中都有表达，因此在许多成熟器官中都可见到；在发育初期，Bves在所有三个胚层中都检测得到，然后会定位在上述组织中。
Bves的亚细胞定位在质膜上，也可见于细胞内小泡中。依赖于细胞-细胞连接的形成，Bves展示出一种动态性的定位：在细胞间接触之前，Bves主要定位于胞质内的囊泡中，但随着细胞开始形成连接，Bves也开始出现在细胞-细胞连接发生的地方。

## 蛋白质相互作用
Bves与GEFT相互作用，GEFT是一种调节Rho GTP酶，Rac1和Cdc42的蛋白质，这些蛋白质通过调节肌动蛋白的细胞骨架对细胞运动发挥着至关重要的作用。Bves也与VAMP3（这是一种对于囊泡融合很重要的SNARE蛋白）相互作用。此外，Bves已被证明与紧密连接蛋白ZO1相互作用，这种相互作用很有可能需要蛋白复合体的介导，因为它们之间的直接相互作用从来没有被记录过。

## 功能
Bves的失常可导致一系列不同的细胞和发育异常表型，一般而言，细胞活力和细胞粘附力都会严重受损。直到最近，Bves功能的具体分子机制才被初步揭示。

### Rho信号级联反应的调节
已经证明，Bves可以与GEFT进行相互作用和协同定位，而GEFT是Rho信号级联反应的调节蛋白。Bves 的破坏导致细胞迁移速度减慢，细胞圆度增加，这与由Rho，Rac1和Cdc42调节的细胞过程有关。相应的，Bves的缺陷确被证明可以导致活性Rac1和Cdc42的减少。这些数据表明，Bves通过与GEFT的相互作用调节Rho信号及其下游级联反应，从而影响细胞的运动和形态。

### 针对泡状运输的调节
Bves已经被证明可与VAMP3相互作用，这是一种促进囊泡融合的SNARE复合体。在细胞迁移过程中，VAMP3对于整联蛋白的回收是很重要的，同时也是胞外分泌转铁蛋白的必要条件。当Bves失常时，细胞圆度增加，且表现出粘附性降低和整联蛋白功能缺陷。相应的，Bves破坏导致整联蛋白回收过程的受损，与VAMP3受抑制时的表型相同。相似地，Bves的失常也会导致转铁蛋白的再循环受损，与VAMP3失常的结果相合。综上所述，Bves 对于VAMP3介导的囊泡传输以及依赖于VAMP3的细胞迁移和转铁蛋白的回收是很重要的。

### 在恶性肿瘤中沉默
在恶性肿瘤中，由于启动子过度甲基化，Bves基因的表达被沉默。Bves在前列腺癌中首次发现表达不足，之后，Bves在结肠癌、肺癌和乳腺癌中都被发现表达不足。特别的，在结肠癌中，这种情况在肿瘤发生的早期就会发生。